# دستگاه عصبی

دستگاه عصبی

دستگاه عصبی یا سیستم عصبی (Nervous System) در بدن جانوران به هماهنگی فعالیت‌های ماهیچه‌ها می‌پردازد و بر اعضای گوناگون بدن نظارت می‌کند همچنین باعث ایجاد و توقّف ورودی‌های مربوط به حواس مختلف می‌شود. وظیفه کنترل اعمال بدن بر عهدهٔ دو سامانهٔ عصبی و غده‌ای درونی می‌باشد، که از این میان، سامانهٔ عصبی، از یاخته‌های عصبی و یاخته‌های کمکی تشکیل شده‌است.
به این ترتیب دستگاه عصبی، با ساختار و کار ویژه‌ای که دارد، در جهت ایجاد هماهنگی بین اعمال سلول‌ها و اندام‌های مختلف بدن تمایز و تکامل یافته‌است. خواص ویژهٔ آن عبارت‌اند از تأثیرپذیری نسبت به محرک‌های خارجی، ایجاد یک جریان عصبی که نمایانگر تأثیر محرک است، هدایت جریان عصبی از یک نقطهٔ دستگاه به نقطهٔ دیگر و سرانجام انتقال آن از یک واحد عصبی به یک واحد دیگر.

## تقسیم‌بندی دستگاه عصبی
تقسیم‌بندی دستگاه عصبی معمولاً بر دو مبنای کالبدشناسی (آناتومیک) و کارکردی صورت می‌گیرد.

### دیدگاهکالبدشناسی
دستگاه عصبی را از دیدگاه کالبدشناختی به دو بخش تقسیم کرده‌اند، که عبارت‌اند از:
- دستگاه عصبی مرکزی: از مغز و نخاع تشکیل شده‌است.
- دستگاه عصبی محیطی: از ۱۲ جفت رشته عصبی مغزی و ۳۱ جفت رشته‌ عصبی نخاعی تشکیل شده‌است که مغز و نخاع را به سایر قسمت‌های بدن ارتباط می‌دهد. دستگاه عصبی محیطی شامل دو بخش اصلی حسی و حرکتی است. بخش حسی اطلاعات اندام‌های حس را به دستگاه عصبی مرکزی هدایت می‌کند (حس پیکری و حس احشایی)، و بخش حرکتی ارسال پیام عصبی را به اندام‌های حرکتی بر عهده دارد و خود شامل دو دستگاه مستقل می‌شود: دستگاه عصبی پیکری و دستگاه عصبی خودمختار.

### دیدگاه کارکردی
از دیدگاه کارکردی سامانهٔ عصبی را به دو بخش تقسیم می‌کنند:
- دستگاه عصبی پیکری:[۲] بخش ارادی سامانهٔ عصبی است و به ماهیچه‌های اسکلتی و همچنین ماهیچه زبان عصب‌دهی می‌کند. برخی از فعالیت‌ها در این دستگاه همچون انعکاس‌های نخاعی، غیرارادی‌اند.[۱]
- سامانه عصبی خودگردان یا خودمختار:[۳] همان‌طور که از نام آن مشخص است، سامانهٔ عصبی کاملاً غیرارادی است که بر اعمال اندام درونی بدن، غده‌ها و … نظارت دارد همچنین بر فعالیت ماهیچه‌های اسکلتی بدن هم دخالت دارد شامل دو گروه رشته‌های عصبی سمپاتیک و رشته‌های عصبی پاراسمپاتیک می‌باشد که حالت پایدار بدن را حفظ می‌کنند. عمل این دو بخش به‌طور معمول برخلاف یک‌دیگر است. (معمولاً در دستگاه گوارش سمپاتیک نقش تحریکی و پاراسمپاتیک نقش مهاری دارند بجز فعالیت کبدی)

## وظیفه دستگاه عصبی
سامانهٔ عصبی سه وظیفه اصلی دارد: دریافت پیام‌های حواس، ترکیب داده‌ها و اعمال حرکات. این فعالیت‌های عصبی به‌طور کلی در  سه حالت عصبی و شیمیایی و هورمونی و به دو جهت انجام می‌گیرند: تنظیم فعالیت‌های درونی بدن و تنظیم موقعیت جانور نسبت به محیط اطراف. البته در اغلب موارد، هر دو نوع تنظیم عصبی داخلی و خارجی با هم کار می‌کنند.دریافت حواس هنگامی اتفاق می‌افتد که بدن از راه نورون‌ها، گلیا و سیناپس‌ها به گردآوری اطلاعات و داده‌ها می‌پردازد. دستگاه عصبی از سلول‌های عصبی قابل تحریک و سیناپس‌هایی پایه‌ریزی می‌گردد که سلول‌ها را به یکدیگر یا به مراکز سراسری یا به دیگر نورون‌ها متصل می‌کنند. کارکرد این نورون‌ها بر پایه تحریک و بازدارندگی است. روش ارتباط میان سلول‌های عصبی است که تعیین‌کننده کارکرد آن‌ها می‌باشد.
رشته‌های عصبی آوران محرک‌های عصبی را از گیرنده‌های حسی به مغز و نخاع هدایت می‌کنند. پردازش اطلاعات در نهایت با ترکیب داده‌ها و فقط درمغز صورت می‌پذیرد. پس از پردازش اطلاعات درمغز، فرمان‌های عصبی از طریق مغز و نخاع به ماهیچه‌ها و اندام‌ها هدایت می‌شوند که به این فرایند اعمال حرکت گفته می‌شود. سلول‌های گلیا داخل بافت عصبی یافت می‌شوند و قابل تحریک نیستند.

## جنین‌شناسی دستگاه عصبی
در هفته سوم پس از لقاح، در ناحیه پشتی جنین، نوار طولی از برون‌پوست ظاهر شده که دارای دو پایانه سری و دمی می‌باشد، این صفحه، صفحه عصبی گفته می‌شود، از آنجایی که رشد اطراف صفحه بیش از نواحی مرکزی آن می‌باشد پس از مدتی صفحه به صورت ناودان مانند موسوم به ناودان عصبی و با ادامه روند رشد، سرانجام به صورت لوله درآمده که به آن لوله عصبی گفته می‌شود.

## دستگاه عصبی مرکزی

نمایی کلی از دستگاه عصبی مرکزی شامل مغز و نخاع

دستگاه عصبی مرکزی از دو قسمت مغز و نخاع (medulla spinalis) تشکیل شده‌است. مغز در داخل حفره جمجمه‌ای جای دارد نخاع نیز در داخل حفره نخاعی جای دارد و توسط ستون مهره‌ها حفاظت می‌شود. هم مغز و هم نخاع در داخل پوششی به نام مننژ قرار دارند و مایع مغزی نخاعی نیز فضای بین پرده‌های مننژ را پر کرده‌است.
دستگاه عصبی مرکزی از دو بخش ماده سفید و خاکستری تشکیل یافته‌است. ماده خاکستری حاوی سلول‌های عصبی و قسمت ابتدایی زواید آن‌ها است و ماده سفید حاوی الیاف عصبی است.

### مغز
مغز در داخل حفره جمجمه‌ای جای دارد و از راه سوراخ ماگنوم به نخاع متصل می‌شود. قسمت پایینی مغز را که به طناب نخاعی متصل می‌شود را به نام ساقه مغز (Brain Stem) یا گره حیات می‌شناسند، زیرا ساقه مغز نقش در فعالیت‌های حیاتی مانند تنفس,ضربان قلب و فشار خون دارد و قسمت جلویی مغز را پیشامغز (پروزانسفالون) (Prosencephalon) می‌نامند.
در رویان ۵ هفته‌ای پیشامغز از دو قسمت تشکیل شده‌است: تلانسفال (Telencephalon) و دیانسفال(Diencephalon).تلانسفال که نیمکره‌های مغزی را می‌سازد و دیانسفال که چشم‌ها، هیپوفیز، تالاموس، هیپوتالاموس و اپی فیز (جسم پینه آل) را می‌سازد.
ساقه مغز از سه قسمت تشکیل شده‌است: مغز میانی (مزانسفالون Mesencephalon) و پل مغزی
و(بصل النخاع)

نمای از تمایز دستکاه عصبی مرکزی در دوران جنینی

مغز پسین نیز از دو بخش تشکیل شده‌است: متانسفالون (Metencephalon) که در آینده پل مغز (Pons) و مخچه (Cerebellum) از آن منشأ می‌گیرد و میلنسفالون (Myelencephalon) که در آینده پیاز مغز (Medulla oblongata) را می‌سازد.
- وزن مغز: وزن مغز در انسان‌ها به‌طور متوسط بین ۱۲۵۰ تا ۱۶۰۰ گرم می‌باشد. وزن مغز با وزن بدن نیز ارتباط دارد و معمولاً افراد سنگین‌وزن تر دارای وزن مغز بیشتری می‌باشند. متوسط وزن مغز در مردان ۱۳۵۰ گرم و در زنان ۱۲۵۰ گرم می‌باشد. در سن ۲۰ سالگی وزن مغز به حداکثر میزان خود می‌رسد. در سنین پیری وزن مغز به علت آتروفی وابسته به سن کاهش می‌یابد. باید توجه داشت که میزان وزن مغز افراد با میزان هوش آن‌ها ارتباطی ندارد.[۴]

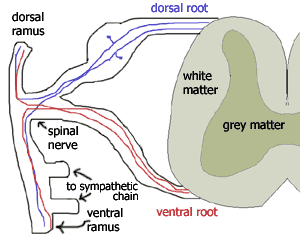
برش عرضی از نخاع

### نخاع
- نخاع درون ستون مهره‌ها از پیاز مغز (بصل النخاع) تا دومین مهره کمر کشیده شده‌است و مغز را به دستگاه عصبی محیطی متصل می‌کند. نخاع در کودکان بلندتر بوده و تا کنار بالایی سومین مهره کمری امتداد دارد. نخاع علاوه بر انتقال اطلاعات حسی به مغز و پیام‌های عصبی به ماهیچه‌ها، مرکز برخی از انعکاس‌های بدن است. انعکاس، پاسخ ناگهانی و غیرارادی ماهیچه‌ها در پاسخ به محرک‌هاست.

۳۱ جفت (۶۲ عدد) عصب نخاعی به نخاع متصل است. هر عصب شامل یک ریشهٔ پشتی و یک ریشهٔ شکمی است. ریشه‌های پشتی محتوی نورون‌های حسی‌اند که اطلاعات را از گیرنده‌های حسی به دستگاه عصبی مرکزی انتقال می‌دهند. ریشه‌های شکمی محتوی نورون‌های حرکتی اند که پاسخ حرکتی را از دستگاه عصبی مرکزی به ماهیچه‌ها و غده‌ها منتقل می‌کنند. می‌توان نورون پشتی را از برامدگی آن تشخیص داد.
در برش عرضی نخاع دو بخش دیده می‌شود: بخشی در وسط که از جنس مادهٔ خاکستری است و شامل جسم سلولی نورون حرکتی و ابتدای اکسون نورون حرکتی و همچنین جسم سلولی نورون رابط است. اما جسم سلولی نورون حسی درون ریشه پشتی قرار دارد میتوان به این نکته هم اشاره کرد که در بخش خاکستری حداقل دو سیناپس صورت می‌گیرد، یکی از آن‌ها سیناپس نورون حسی با رابط و یکی انتهای نورون رابط با جسم سلولی نورون حرکتی. و بخش دیگر که در برش عرضی نخاع دیده می‌شود از جنس ماده سفید است  که محتوی آکسون و دندریت نورون‌هاست و بخش خاکستری را دربر گرفته‌است. همچنین در بخش خاکستری نخاع، نورون‌های رابط وجود دارند که باعث ارتباط نورون‌ها با یک‌دیگر می‌شوند.

### محافظت از دستگاه عصبی مرکزی

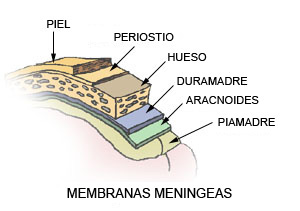
لایه‌های مننژ

دستگاه عصبی مرکزی پستانداران به چند روش محافظت می‌شود. نخستین عامل، استخوان‌های جمجمه و ستون مهره‌ها هستند که جعبه‌ای محکم و استخوانی برای محافظت از مغز و نخاع به وجود می‌آورند. افزون بر آن، مغز و نخاع را پرده‌ای سه‌لایه‌ای به نام مننژ می‌پوشاند. پردهٔ بیرونی مننژ از نوع بافت پیوندی محکم است و سخت‌شامه نام دارد. در زیر آن لایهٔ عنکبوتیه قرار دارد، و لایهٔ درونی مننژ نرم‌شامه است که دارای مویرگ‌های خونی فراوان است و بافت مغزی را تغذیه می‌کند. میان لایهٔ عنکبوتیه و نرم‌شامه فضایی هست که از مایعی به نام مایع مغزی نخاعی پر شده‌است و نقش ضربه‌گیر را دارد.
هم‌چنین، سلول‌های پوششی دیوارهٔ مویرگ‌های مغزی، فاقد منافذی هستند که در سایر بافت‌ها دیده می‌شود. در نتیجه بسیاری از مواد که در متابولیسم سلول‌های مغز نقشی ندارند و نیز میکروب‌ها معمولاً نمی‌توانند وارد مغز شوند. به این عامل حفاظت‌کننده سد خونی مغزی می‌گویند. نورون‌های دستگاه عصبی مرکزی به وسیلهٔ انواعی از سلول‌های غیرقابل تحریک که نوروگلی نامیده می‌شوند حمایت می‌شوند.

### نوروگلی
این دسته از سلول‌ها وظیفه حمایت از سلول‌های عصبی یا همان نورون‌ها را بر عهده دارند و غیر عصبی هستند. گرچه این سلول‌ها کوچکتر از نورون‌ها هستند ولی از لحاظ تعداد 2 برابر نورون‌ها هستند به‌طوری‌که نصف حجم مغز و نخاع را شامل می‌شوند. این سلول‌ها به ۴ دسته کلی تقسیم می‌شوند:
- آستروسیت‌ها
- الیگودندروسیت‌ها
- سلول‌های میکروگلی
- سلول‌های اپاندیم

## دستگاه عصبی محیطی
دستگاه اعصاب محیطی از اعصاب مغزی (Cranial nerves)، اعصاب نخاعی (Spinal nerves) و عقده‌های مربوط به آن‌ها تشکیل شده‌است.

### اعصاب مغزی
اعصاب مغزی ۱۲ جفت می‌باشند. اگرچه دو جفت اول را نمی‌توان واقعاً جزئی از دستگاه اعصاب محیطی به‌شمار آورد. تا هفته چهارم تکامل جنینی هسته‌های همه ۱۲ عصب مغزی تشکیل شده‌اند. همه اعصاب مغزی بجز عصب بویایی و عصب بینایی از ساقه مغز منشأ می‌گیرند.
لیست اعصاب مغزی به شرح زیر می‌باشد:
- زوج ۱: عصب بویایی (olfactory nerve)
- زوج ۲: عصب بینایی (optical nerve)
- زوج ۳: عصب حرکتی چشم (اوکولوموتور) (oculomotor nerve)
- زوج ۴: عصب قرقره‌ای (تروکلئار) (trochlear nerve)
- زوج ۵: عصب سه‌قلو (تریجمینال) (trigeminal nerve)
- زوج ۶: عصب اشتیاقی (ابدوسنس) (abducens nerve)
- زوج ۷: عصب چهره‌ای یا عصب فاشیال (facial nerve)
- زوج ۸: عصب تعادلی شنوایی (وستیبولوکوکلئار) (vestibulocochlear nerve)
- زوج ۹: عصب زبانی-حلقی (گلوسوفارینژیال) (glossopharyngeal nerve)
- زوج ۱۰: عصب واگ (عصب جمجمه‌ای دهم) (vagus nerve)
- زوج ۱۱ :عصب فرعی (اکسسوری) (accessory nerve)
- زوج ۱۲: عصب زیرزبانی (هیپوگلوسال) (hypoglossal nerve)

### اعصاب نخاعی
در انسان‌ها ۳۱ جفت عصب نخاعی وجود دارد که از راه سوراخ‌های بین مهره‌ای ستون مهره‌ها بیرون می‌آیند. اعصاب نخاعی به صورت زیر تقسیم‌بندی و نامگذاری می‌کنند:
- اعصاب گردنی (cervical nerves): این اعصاب ۸ جفت هستند که از C۱ تا C۸ نامگذاری شده‌اند. اولین زوج از بین استخوان پس‌سری (occipital bone) و مهره اطلس خارج می‌شود.[۴]
- اعصاب سینه‌ای (thoracic nerves): این اعصاب ۱۲ جفت می‌باشند که از T۱ تا T۱۲ نامگذاری شده‌اند.
- اعصاب کمری (lumbar nerves): این اعصاب ۵ جفت می‌باشند که از L۱ شماره تا L۵ نامگذاری شده‌اند.
- اعصاب خاجی (sacral nerves): این اعصاب ۵ جفت می‌باشند که از S۱ تا S۵ نامگذاری می‌شوند.
- یک جفت عصب دنبالچه‌ای (کوکسیژیال، Coccygeal) که از بین مهره اول و دوم دنبالچه‌ای خارج می‌شود.

هر عصب نخاعی توسط دو ریشه به نخاع متصل است: ریشه پیشین (Anterior root) و ریشه پسین (Posterior root). ریشه‌های پیشین و پسین پس از خروج از طناب نخاعی به طرف سوراخ بین مهره‌ای خود رفته و به هم متصل می‌شوند و تشکیل عصب نخاعی را می‌دهند. ریشه پیشین حاوی الیاف وابران (Efferent fibers) است در حالی که ریشه پسین حاوی الیاف آوران (Afferent fibers) است. از آنجا که الیاف آوران، اطلاعاتی از قبیل حس لامسه، درد، حرارت و ارتعاش را منتقل می‌کنند به آن‌ها الیاف حسی (Sensory fibers) هم می‌گویند. عصب نخاعی پس از گذشتن از سوراخ بین مهره‌ای به دو شاخه تقسیم می‌شود: شاخه بزرگ پیشین (Anterior ramus) و شاخه بزرگ پسین (Posterior ramus). این شاخه‌ها هم الیاف حسی و هم الیاف حرکتی دارند. شاخه‌های پیشین در ابتدای اندام مربوط به هم می‌پیوندند و شبکه عصبی را در همان طرف اندام ایجاد می‌کنند. شبکه گردنی و شبکه بازویی در ابتدای اندام فوقانی شکل می‌گیرند و شبکه کمری و شبکه خاجی یا شبکه ساکرال (Sacral Plexus) در ابتدای اندام تحتانی ایجاد می‌شوند.